# Arash Derambarsh
Arash Derambarsh, né le 25 juillet 1979 à Paris, est un éditeur, militant politique et  ancien avocat français, radié de la profession à la suite de l’annulation de son doctorat pour plagiat. 
Engagé successivement auprès de différents partis politiques, il est surtout connu pour les polémiques qu'il a suscitées, tant dans le domaine de la lutte contre le gaspillage alimentaire, qu'en raison de sa recherche de notoriété médiatique. Le parcours universitaire d'Arash Derambarsh fait également l'objet de controverses — son doctorat ayant été retiré par l'université Panthéon-Sorbonne pour cause de plagiat.

## Biographie
Fils de Kioumars Derambarsh, réalisateur franco-iranien, Arash Derambarsh naît le 25 juillet 1979 dans le 13e arrondissement de Paris de Paris après que ses parents ont fui l'Iran au début des troubles de la révolution islamique de 1979[réf. nécessaire]. Sa famille retourne ensuite vivre en Iran en novembre 1979, puis s'exile de nouveau et revient en France en novembre 1983 pour s'établir à Courbevoie en 1986.
Il connaît un parcours scolaire chaotique, ne réussissant pas à obtenir son brevet des collèges, ratant son baccalauréat la première fois, échouant deux fois aux trois tentatives possibles à l'examen d'entrée à l'École du Barreau et en redoublant en tout neuf fois. Par la suite, il met dix-sept ans à soutenir une thèse de doctorat en droit, en s'inscrivant successivement à l'université Paris-II Panthéon-Assas puis à l'université Paris-I Panthéon-Sorbonne. Ce diplôme est annulé en 2020 pour cause de plagiat, cette annulation étant assortie d'une exclusion définitive de tout établissement public d'enseignement supérieur,. Saisi par l'Université Paris-1, le procureur de Paris ouvre en octobre 2020 une enquête sur les faits. En appel, le CNESER confirme l'annulation de la thèse mais réduit la sanction à une exclusion de tout établissement d'enseignement supérieur pour une durée de cinq ans. Par arrêt en date du 14 décembre 2023, la cour d'appel de Paris confirme sa radiation du barreau. Arash Derambarsh annonce son intention de se pourvoir en cassation, mais un tel pourvoi n'est pas suspensif.

## Engagement politique

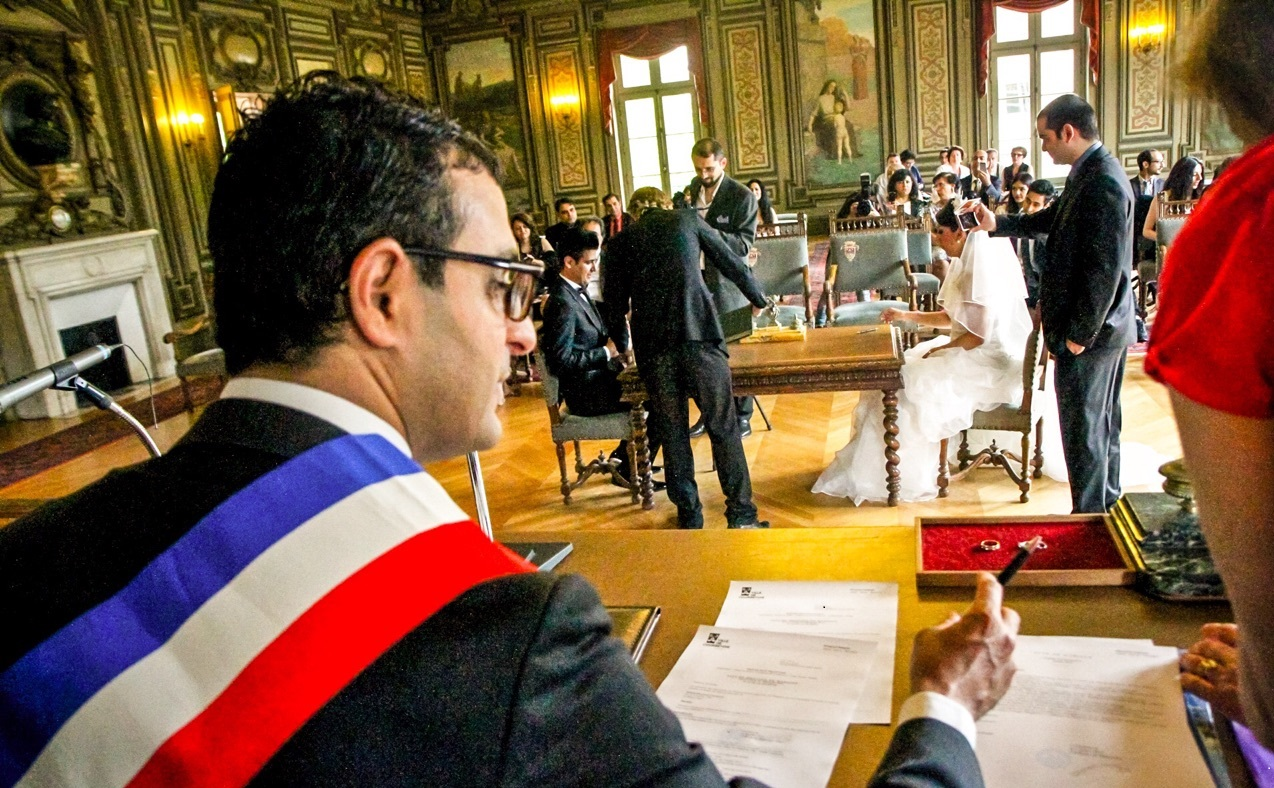
Arash Derambarsh : célébration d'un mariage à la mairie de Courbevoie en date du 5 juillet 2014.

Directeur de collection depuis 2004 aux éditions Ramsay[source insuffisante], il est également directeur de collection en 2011 aux éditions Le Cherche midi,,,,, chargé du service politique et personnalités publiques,,.
Il est membre du conseil national de l'UDF,,,,, jusqu'à 2007, date à laquelle il est exclu du parti de François Bayrou pour avoir maintenu sa candidature contre un candidat investi par le parti. Après son exclusion, il rejoint en juin 2007 Alternative libérale,,.
En 2007, il est candidat aux élections législatives sous l'étiquette d'Alternative libérale face au député sortant UMP Jacques Kossowski dans la 3e circonscription des Hauts-de-Seine,. Sa campagne bénéficie du soutien de la fille de cœur de Jacques Chirac : Anh Đào Traxel,. Il récolte 1,49 % des suffrages soit 735 voix dans la 3e circonscription des Hauts-de-Seine dont 1,84 % (538 voix) à Courbevoie.
Aux élections municipales de Courbevoie en 2008, il est reproché à Arash Derambarsh d'avoir inscrit des candidats sur sa liste à leur insu. L'affaire est portée devant le Tribunal administratif de Versailles. En 2014, tête de liste divers droite, il est élu conseiller municipal d’opposition de Courbevoie,. En 2020, il devient adjoint au Maire chargé du développement durable.

## Controverses

### «Président de Facebook»
Début janvier 2008, il connaît une notoriété soudaine en affirmant avoir été élu président de Facebook,,,,,, via une application non officielle,,, pour un mandat de quatre mois, de janvier à avril 2008,. Cette « élection » supposée est critiquée par des médias spécialistes de l'Internet et des réseaux sociaux. Arash Derambarshse avoue ensuite dans un droit de réponse que cette élection était totalement virtuelle,,,.
Arash Derambarsh reconnait d'ailleurs avoir exploité a posteriori la confusion créée par cette application tierce, « l'enjeu était bien d'avoir accès aux médias pour faire passer des messages ». Il affirme d'autre part que si c'était à refaire, il le referait, expliquant que « en 2007, je fais 1,5 % aux législatives. En 2008, je fais 4 % (municipales). J'avais besoin de passer un palier, une étape de notoriété pour affirmer et faire connaître mes convictions. »

### Sur sa profession d'avocat

#### Passerelle pour les juristes d'entreprise
Arash Derambarsh ayant échoué aux trois tentatives possibles à l'examen d'entrée à l'école d'avocat, il tente d'emprunter la passerelle ouverte aux juristes d'entreprise. En 2013, il allègue devant le Conseil de l'Ordre des Avocats avoir été, pendant au moins huit ans, juriste d'entreprise aux éditions Laffont, puis au Cherche midi. Sur le refus du Conseil de l'Ordre, qui souligne « le peu de pertinence des témoignages produits », il saisit la juridiction judiciaire. La cour d'appel, dans un arrêt de 2014, estime que « M. Derambarsh ne rapporte pas avec suffisamment de certitude la preuve que les fonctions qu'il a exercées et exerce toujours au sein des deux maisons d'édition dont il se prévaut puissent être analysées comme étant celles de juriste d'entreprise ». Il relance alors sa préparation d'une thèse de doctorat afin de pouvoir aspirer au titre d'avocat par une autre passerelle.

#### Thèse en droit
Inscrit en doctorat depuis 17 ans, Arash Derambarsh soutient le 11 décembre 2015 à l'université Paris-I Panthéon-Sorbonne, sous la direction du professeur de droit privé Bruno Dondero et dans un premier temps avec succès, une thèse intitulée Fichiers de police, un encadrement légal et sociétal dans un contexte controversé devant un jury présidé par le député et avocat Frédéric Lefebvre,. Les autres membres du jury sont Francis Szpiner, avocat, Anne-Dominique Merville, maîtresse de conférences en droit privé, et Oleg Curbatov, maître de conférences en sciences de gestion. Grâce au « décret passerelle », cette thèse lui permet d'intégrer sans examen l'école de formation du barreau en vue de devenir avocat au barreau de Paris le 21 février 2018.
Début 2020, un compte Twitter sous pseudonyme l'accuse d'avoir plagié de nombreuses parties de sa thèse. Après la publication d'articles dans la presse, l'université annonce en février 2020 qu'une enquête sur la thèse d'Arash Derambarsh est en cours en son sein, depuis plusieurs semaines.
L'université Paris I Panthéon-Sorbonne n'a pas testé la thèse avant la soutenance avec le logiciel de détection de plagiat auquel elle souscrit depuis 2012. Elle en a également bloqué la lecture jusqu'en 2047 sous des arguments de confidentialité de sources, lesquels sont extrêmement inhabituels pour une thèse de droit[non neutre].
Le 10 juillet 2020, la section disciplinaire du conseil académique de l’université de Paris I établit la réalité du plagiat et l'utilisation indue du statut d'informations confidentielles pour dissimuler celui-ci. Elle ajoute que « les faits reprochés sont également aggravés par la production de versions falsifiées de la thèse devant la section disciplinaire du Conseil académique », retire le diplôme de docteur en droit de M. Derambarsh et prononce son exclusion définitive de tout établissement public d’enseignement supérieur,. Cette dernière sanction est la plus sévère qu'une section disciplinaire peut prononcer à l'encontre d'un étudiant. Arash Derambarsh fait appel de cette décision devant le Conseil national de l'enseignement supérieur et de la recherche (CNESER), alléguant n'avoir commis que des erreurs méthodologiques.
En septembre 2020, Thomas Clay, nommé administrateur provisoire de l’université Paris 1 après le départ en retraite de son président Georges Haddad, notifie la décision du conseil de discipline à l’ordre des avocats de Paris et au conseil national des barreaux. Il écrit à Arash Derambarsh pour lui faire défense de continuer à se prévaloir du titre de docteur en droit, saisit le ministère public de faits qui pourraient donner lieu à une qualification pénale et engage une enquête interne pour identifier l’ensemble des dysfonctionnements ayant concouru à la fraude. L'université précise que l'appel auprès du CNESER contre sa décision n'a pas de caractère suspensif. Le CNESER rejette en décembre 2020 une requête de suspension des effets de la décision d'annulation de son doctorat dans l'attente de l'examen sur le fond de son appel.
À l'audience publique du 9 mars 2022, la section disciplinaire du CNESER confirme la culpabilité mais réduit la sanction infligée par la section disciplinaire du conseil académique de l'université Paris I Panthéon-Sorbonne (exclusion définitive de tout établissement public d'enseignement supérieur assortie de l'annulation de l'épreuve de soutenance de thèse et le retrait du diplôme de doctorat en droit) pour y substituer une exclusion de tout établissement d'enseignement supérieur pour une durée de cinq ans et l'annulation de la thèse (qui entraine le retrait du diplôme de docteur en droit). Les défauts invoqués par le CNESER sont relatifs à la régularité de la décision de la section disciplinaire, entre autres, la confidentialité de la thèse, la médiatisation de l'affaire, l'égarement de la thèse par l'université. Sur le plagiat, la section disciplinaire du CNESER relève que M. Derambarsh ne conteste pas les « copier-coller » mais n'invoque que des problèmes méthodologiques. En sus, elle identifie bien une faute imputable à M. Derambarsh qui doit être sanctionnée. M. Derambarsh forme d'abord un pourvoi devant le Conseil d'État, compétent en cassation en matière disciplinaire des établissements publics d'enseignement supérieur, avant de se désister de ce pourvoi en avril 2023 en annonçant qu'il va saisir la Cour européenne des droits de l'homme. Ce désistement rend définitive l'annulation de son doctorat.

#### Radiation du barreau
Le 27 avril 2021, l'ordre des avocats de Paris prononce, en formation disciplinaire, la radiation d'Arash Derambarsh du barreau. Il lui est reproché des manquements aux devoirs de dignité, de conscience, de probité, d'humanité, d'honneur, de loyauté et de courtoisie en ayant « frauduleusement dissimulé, lors de la procédure d'inscription au barreau de Paris, que son certificat d'aptitude à la profession d'avocat n'avait pu être obtenu que sur le fondement d'une thèse obtenue par fraude ». Arash Derambarsh se pourvoit en appel, ce qui suspend sa radiation. En juin 2022, la cour d’appel décide de surseoir  à statuer au fond, sur la réalité des manquements reprochés et sur leur éventuelle sanction, jusqu’à l’issue définitive de la procédure alors en cours devant le conseil d’État à la suite du pourvoi formé par Arash Derambarsh à l’encontre de la décision rendue le 14 mars 2022 par la section disciplinaire du Conseil académique de l’Université Paris 1 Panthéon-Sorbonne concernant la réalité ou non du plagiat de sa thèse. Ceci permet à Arash Derambarsh de demeurer avocat pendant le sursis à statuer,.
Le 14 décembre 2023, la Cour d'appel de Paris confirme sa radiation de l’ordre des avocats de Paris. Il annonce se pourvoir en cassation ; le pourvoi n'étant pas suspensif, la décision de la Cour d'appel s'applique sans délai.

#### Garde à vue
Dans le cadre de l'enquête pour « escroquerie », « faux et usage de faux » et « contrefaçon d'une œuvre de l'esprit », que le parquet a ouverte à la suite du signalement effectué en 2020 par l'université Paris 1, l'ex-avocat est placé en garde à vue le 10 février 2025 dans les locaux de la Brigade de répression de la délinquance contre la personne (BRDP),.

### Lutte «anti-gaspillage alimentaire»
Diversement apprécié par les médias — « roi de la gonflette » pour les uns, « héros ordinaire » pour d'autres, prompt à se plaindre avec virulence de ceux qui n'apprécient pas ses méthodes — Arash Derambarsh s'en sert néanmoins pour promouvoir ses idées. Ambitieux, il part « en croisade contre le gaspillage alimentaire, » en décembre 2014,. À partir du 19 décembre 2014 et pendant les deux mois qui suivent, il organise à cet effet une vingtaine d'opérations de collecte et de distribution de nourriture aux démunis dont il assure la visibilité médiatique grâce à des reportages de l’AFP,,, 20 Minutes, France Inter,, Le Parisien et Ouest-France. Avec Mathieu Kassovitz, il signe deux pétitions pour mettre fin au gaspillage alimentaire, l'une pour la France, l'autre pour l'Europe.

#### Enquête desInrockuptibles
Si les efforts d'Arash Derambarsh pour éviter le gaspillage alimentaire font l'objet de commentaires positifs de plusieurs médias,, Les Inrockuptibles, dans une longue enquête reprise par Libération, livrent une autre version, mentionnant le « besoin de reconnaissance médiatique insatiable » de l'intéressé souligné par l’ancien ministre Guillaume Garot et les fortes réticences de certaines associations luttant contre le gaspillage (parmi lesquelles Disco Soupe), qui craignent les effets pervers de la mise en œuvre sans précaution d'une législation dans ce domaine et déplorent l'absence de toute concertation préalable de la part d'Arash Derambarsh.
Le 24 juillet 2017, Arash Derambarsh porte plainte contre le directeur de la rédaction de Libération — Laurent Joffrin — pour diffamation notamment après que le quotidien précité a relayé sur son site internet une enquête du journal Les Inrockuptibles qualifiant l'élu politique « d’imposture ».
Par jugement de la 17e chambre correctionnelle du tribunal de grande Instance de Paris en date du 30 novembre 2018, Laurent Joffrin est relaxé en raison de la nullité de la plainte avec constitution de partie civile qui avait été déposée en son temps à l’instigation d'Arash Derambarsh.

#### Polémique sur la paternité
La polémique sur la paternité de la loi contre le gaspillage alimentaire attire aussi l'attention des médias. Ségolène Royal conteste la paternité du texte revendiquée par Arash Derambarsh à la suite de sa pétition de janvier 2015,. De fait, dès le mois de juin 2013, Guillaume Garot, à l'époque ministre de l’agro-alimentaire, lance un « Pacte national de lutte contre le gaspillage, ». En septembre et décembre 2014, Jean-Pierre Decool (LR) fait étudier une proposition de loi sur le sujet,. Malgré tout, le site d'Arash Derambarsh affirme — dans une « enquête » publiée sur un blog, et « co-écrit[e] » par Charles Dos Santos et lui-même — qu'il « est bien à l’origine de la loi sur le gaspillage alimentaire, » grâce à « [s]a persévérance et [s]a force de frappe inouïe », et que les tweets de Ségolène Royal qui contestent cette paternité l'ont mis « en colère, ».
Le 3 février 2016, la loi no 2016-138 relative à la lutte contre le gaspillage alimentaire est finalement avalisée par le Parlement français.
En février 2019, il décide de déposer plainte contre une enseigne des magasins E.Leclerc au titre de non-respect de la loi Garot,.

#### Accrochage avec Yann Moix
Le 12 novembre 2015, lors d'un enregistrement de l'émission On n'est pas couché, Yann Moix compare Arash Derambarsh à Mickaël Vendetta, l’ex participant de téléréalité notoire pour son narcissisme, et à Christophe Rocancourt, surnommé « l'escroc des stars », en mettant en doute « la sincérité d’Arash Derambarsh dans son combat contre le gaspillage alimentaire ».
Yann Moix déclare par ailleurs avoir reçu auparavant des SMS envoyés par des proches d’Arash Derambarsh qui lui demandaient d'être « sympa » avec l’invité ; s'insurgeant contre ce type de « pressions », le chroniqueur qualifie Arash Derambarsh de « narcisse obsessionnel » qui « n’existe que par la publicité ». Arash Derambarsh cherche en vain à faire pression sur Laurent Ruquier et Catherine Barma pour les empêcher de diffuser cette séquence télévisuelle inédite au cours du best of ultérieur de fin d’année. En effet, l'émission originelle, préenregistrée puis initialement programmée pour le samedi 14 novembre 2015, avait finalement dû être reportée in extremis et sine die en raison des attentats parisiens survenus la veille,. Le segment litigieux en question est néanmoins ultérieurement télédiffusé dans le cadre des best of de l'émission en date du samedi 2 janvier 2016. Le 4 janvier 2016, Le Figaro se fait l'écho de l'intention d'Arash Derambarsh de déposer plainte contre Yann Moix pour « diffamation à caractère aggravant, ». Cependant, le 8 juin 2016, l'enquête des Inrockuptibles indique que, « à ce jour pourtant, l’écrivain n’a toujours pas reçu de plainte ».

#### Pressions alléguées
Sur Twitter, l'article des Inrockuptibles est à nouveau communiqué par le compte Twitter @Ganette. Le 2 août 2018, la titulaire de ce compte indique qu'Arash Derambarsh aurait appelé son cabinet et ses supérieurs hiérarchiques pour se plaindre et qu'il aurait menacé de poursuites en diffamation.
Derambarsh nie les faits, évoquant n'avoir voulu contacter @Ganette que pour « discuter ».

### Liens allégués avec la rédaction deCharlie Hebdo
Après l'attentat contre Charlie Hebdo, Arash Derambarsh se présente comme éditeur de Cabu, Charb et Wolinski, alors qu'il n’a participé à la publication d'aucun ouvrage de ces dessinateurs.
Il affirme en outre être un ami du dessinateur Tignous, lui aussi mort lors de cet attentat. En preuve de cette amitié, Arash Derambarsh montre, lors d'une interview par la BBC, un dessin enregistré sur son téléphone. En réalité, ce dessin de Tignous a été réalisé lors d'une émission de M6, Tignous se trouvant dans un studio à part et croquant les invités en direct. Le dessin présenté par Arash Derambarsh n'est qu'une capture d'écran de la vidéo de l'émission T’empêches tout le monde de dormir. La mention « en direct » est d'ailleurs incrustée sur le dessin,.

### Menaces envers un élu
Le 15 juin 2015, un conseiller municipal de Courbevoie, Alban Thomas, dépose plainte au commissariat local contre Arash Derambarsh pour menaces. La plainte est classée sans suite pour « infraction insuffisamment caractérisée ».

### Rixe dans un bar
En février 2017, Arash Derambarsh et deux élus Les Républicains sont impliqués dans une rixe avec trois individus à la sortie d'un bar parisien. Une patrouille de police sépare les individus et place l'un de ces derniers en garde à vue. Les élus Shervin Janani, Zartoshte Bakhtiari et Arash Derambarsh portent plainte,.

## Distinctions
- Finaliste (plusieurs finalistes) pour la campagne « Mettons fin au gaspillage alimentaire en Europe » - Innovation in Politics Institute Awards 2023 [97]
- Prix spécial du jury des Gastronomades pour son ouvrage Manifeste contre le gaspillage[98].
- Lauréat 2015 du prix de littérature politique Edgar-Faure pour son ouvrage Manifeste contre le gaspillage[69].
- Classé parmi les 100 personnalités mondiales de l'année 2016 par le magazine Foreign Policy[99].
- Le 28 mai 2019, Arash Derambarsh se voit décerner le WIN WIN Gothenburg Sustainability Award, « doté d'un million de couronnes suédoises (93.570 euros) ». Cette récompense lui sera remise le 31 octobre de la même année, « en présence du lauréat », au titre de reconnaissance envers « son travail constant et son engagement sans faille » au profit de la cause alimentaire[100],[101],[102].

## Ouvrages
- Comment peut-on être de droite aujourd'hui ? : et pour un nouveau contrat social[22],[103] (préf. Jean-François Achilli), Paris, éditions Ramsay, 2006, 256 p., avec la collaboration de Philippe Cousin (ISBN 978-2-84114-833-2 et 978-2-84114-833-2, BNF 40935144)
- Manifeste contre le gaspillage[104] (préf. Mathieu Kassovitz et Jean-Jacques Eledjam, postface Stéphanie Rivoal), Paris, Fayard, 2015 (ISBN 978-2-213-69386-6, BNF 44440723) La parution de cet ouvrage a donné lieu à de vifs échanges opposant Léa Salamé ainsi que Yann Moix à l'auteur Arash Derambarsh et son préfacier Mathieu Kassovitz lors d'une séquence télévisuelle survenue au cours de l'émission hebdomadaire On n'est pas couché enregistrée le 12 novembre 2015[88] diffusée a posteriori sur les écrans en raison des attentats du 13 novembre 2015 en France[88]. Un extrait de la séquence télévisuelle, repris sur Twitter, devient en 2021 un mème Internet connu sous le nom de Arrête de sourire ! / Sois normal mec !
- Avec Éric de La Chesnais (préf. Brigitte Gothière), Agriculteurs : les raisons d'un désespoir, Paris, Plon, 2017, 288 p. (ISBN 978-2-259-25252-2, BNF 45239928).
- Tomber 9 fois, se relever 10 : échec scolaire, ne jamais lâcher, Paris, éditions du Cherche midi, 2019, 124 p. (ISBN 978-2-7491-6039-9, EAN 9782749160399, BNF 45677853)

### Traductions
1. ↑  (fr) « Le premier vote démocratique du cyberespace a finalement désigné comme vainqueur un français nommé Arash Derambarsh. Celui-ci, mis sur son trente et un — costume impeccable à rayures, lunettes dernier cri —, évoquerait carrément l'image d'un golden boy boursier alors qu'en réalité il incarne désormais le nouveau président de Facebook, devenant ainsi le premier politicien virtuellement élu à l'ère du Web 2.0[33]. »